# The Destiny of White Snake
The Destiny of White Snake (chino: 天乩之白蛇传说, pinyin: Tian Ji Zhi Bai She Chuan Shuo), es una serie de televisión china transmitida del 9 de julio del 2018 hasta el 28 de agosto del 2018 a través de iQiyi.
La serie estuvo basada libremente en la antigua y popular leyenda china "Legend of the White Snake", que narra la desgarradora historia de amor entre un inmortal y un humano.

## Argumento
Zi Xuan es un humano y el discípulo del Emperador Verde (en inglés: "Green Emperor"), está trabajando para convertirse en una deidad y se especializa en la medicina. Cuando conoce a Bai Yaoyao, una pequeña serpiente blanca que vaga por el reino de los mortales recolectando suficiente cultivo para transformarse en un humano, pronto se hacen cercanos y eventualmente se enamoran, sin embargo cuando Fa Hai, un cazador de demonios aparece, intenta separarlos.
Para salvar la vida de Zi Xuan, Yaoyao rompe el sello celestial y accidentalmente libera el caos y la destrucción en el mundo humano. Para salvar al mundo Zi Xuan decide sacrificarse y se desintegra. Yaoyao al enterarse de su sacrificio queda devastada y decide retirarse del mundo.
Pasan miles de años y cuando se reencuentran, Zi Xuan ahora ha renacido como Xu Xian y no recuerda nada de su pasado ni de su relación con Yaoyao, sin embargo Bai Yaoyao quien ha renacido como Xiao Bai recuerda todo y trata de asegurarse de que él viva una vida pacífica, sin embargo en el proceso ambos comienza a volverse cercanos nuevamente.
También está Xiao Qing, una serpiente verde cuyo destino se entrelaza con el de Qi Xiao, un cazador de demonios.

## Personajes

### Personajes principales[3]
| Actor      | Personaje               | Nº de episodios | Notas |
| ---------- | ----------------------- | --------------- | --- |
| Yang Zi    | Bai Yaoyao Xiao Bai     | 60              | Es una serpiente blanca que luego se transforma en una mujer. Es la disciplina de la Santa Madre del Monte Li. Mientras se encuentra en su forma humana se enamora de Zi Xuan, sin embargo su romance termina en tragedia, después de mil años Yaoyao se reencuentra con él e inician un romance prohibido entre humanos y demonios. |
| Ren Jialun | Zi Xuan Xu Xian         | 60              | Xu Xua fue una deidad (inmortal) y discípulo del Emperador Verde (en inglés: "Green Emperor") en su vida pasada. Ahora es un hombre frío y es el maestro del valle medicinal, un médico cultivador. Cuando se trata del amor es un hombre apasionado y ambas vidas se enamora de Yaoyao.                                             |
| Mao Zijun  | Fa Hai Qi Xiao Ling Chu | -               | Es un cazador de demonios que fue el Discípulo del Emperador Blanco (inglés: "White Emperor") en su vida anterior. Es un hombre severo e implacable que finalmente se enamora de la serpiente verde Xiao Qing cuando la conoce. |
| Li Man     | Xiao Qing               | -               | Es una serpiente verde y la mejor amiga de Bai Yaoyao. Es una joven burbujeante y llena de curiosidad, que termina enamorándose de Fa Hai, cuando lo conoce. |

### Personajes secundarios
| Actor         | Personaje                | Nº de episodios | Notas |
| ------------- | ------------------------ | --------------- | --- |
| He Dujuan     | Leng Ni                  | -               | Es una de las estudiantes del valle medicinal (inglés: "Medicine Valley" y la discípula de Xu Xian. Celosa por la relación entre Bai Yaoyao y Xu Xian, se pasa al mal y finalmente se convierte en un demonio. |
| Carina Lau    | Reina Madre del Oeste    | -               | Es la propietaria del Jardín de Melocotón de Saturno (en inglés: "Saturn Peach Garden"). |
| Angie Chiu    | Santa Madre del Monte Li | -               | Es la mentora de Bai Yaoyao. |
| He Zhonghua   | Emperador Blanco Bai Di  | -               | Es el menor de Ling Chu. |
| Liu Xueyi     | Emperador Celestial      | -               | Es el Gobernante del Reino Inmortal y el hermano gemelo mayor de Zhan Huang. |
| Liu Xueyi     | Zhan Huang               | -               | Es el Gobernante de los Demonios y se siente atraído por Bai Yaoyao, ya que ella reunió su espíritu quebrantado. Es un hombre calculador que posee un aura oscura.                                             |
| Luo Mi        | Die Mo                   | -               | |
| Zhang Moyang  | Inmortal Crane           | -               | Es el amigo de la infancia de Xu Xuan. |
| Wang Jin Song | Baicao Xian Jun          | -               | |
| Lu Peng       | Qing Feng                | -               | |
| Shen Bao Ping | Yuan Yi                  | -               | |
| Chen Hongjin  | Lu Tong                  | -               | |
| Mei Han       | Zhao Wang Fei            | -               | |

## Episodios
La serie emitió un total de 60 episodios, los cuales fueron emitidos del lunes a jueves a las 20:00hrs.

## Música
El Soundtrack de la serie está conformado por 6 canciones.
| No. | Artista (as)            | Canción                               | Letra                    | Música                     | Notas                   |
| --- | ----------------------- | ------------------------------------- | ------------------------ | -------------------------- | ----------------------- |
| 1   | Richie Jen              | "Ruo Shui" (弱水)                     | Duan Sisi                | Tan Xuan                   | (canción de inicio)     |
| 2   | He Jie                  | "Flowing Years" (流年)                | Liao Yu y He Kuanghui    | He Kuanghui y Wang Xintong | (canción de cierre)     |
| 3   | Jin Zhiwen y Jike Junyi | "A Thousand Years" (千年)             | Liao Yu y He Kuanghui    | He Kuanghui y Wang Xintong |                         |
| 4   | Zhou Shen 音频怪物      | "Monologue" (独白)                    | Liao Yu                  | He Kuanghui y Wang Xintong | (versión 1) (versión 2) |
| 5   | Dong Zhen               | "Fan Xin" (凡心)                      | Zhou Jieying y Dong Zhen | Lin Huayong                |                         |
| 6   | Yang Zi                 | "Few Lifetimes of Happiness" (几生欢) | Duan Sisi                | Tan Xuan                   |                         |

## Producción
También fue conocida como "Bai She Qing She" y "New Legend of Madame White Snake".
La serie fue dirigida por Yi Tao y Liu Guohui, contó con los escritores Han Peizhen, Liu Ya y Li Zhenru, mientras que la producción estuvo a cargo de Zhong Conghai.
El rodaje comenzó en Hengdian World Studios el 15 de enero del 2017 y finalizó el 5 de junio del 2017.
Contó con el apoyo de las compañías de producción "H&R Century Pictures", "Innovation Media Power" y "Shanghai New Culture", y fue emitida a través de iQiyi.